# Elektromagnetischer Lautsprecher
Elektromagnetische Lautsprecher wurden häufig in der Anfangszeit der Audiotechnik verwendet, sind mittlerweile jedoch nicht mehr gebräuchlich.
Beim elektromagnetischen Lautsprecher wird entweder eine Eisen-Membran bewegt, die den Schall direkt abstrahlt (siehe Skizze), oder ein von einer Spule umschlossener Eisenstab schwingt vor dem Luftspalt eines Dauermagneten und ist mit einer Papiermembran verbunden. Solche Lautsprecher werden heute nicht mehr gebaut. Ein überlagertes Gleichfeld und das NF-Wechselfeld treibt eine ferromagnetische Membran an.

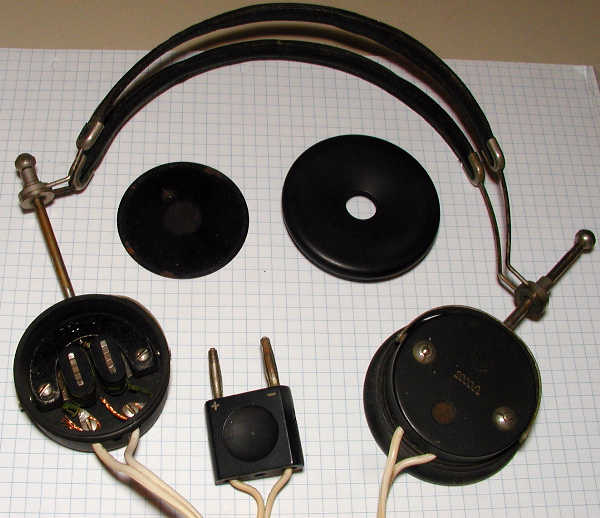
Älterer elektromagnetischer Kopfhörer mit Metallmembran

Die Nachteile dieser Konstruktionen sind:
- hoher Klirrfaktor, da die Kraft zum einen abstandsabhängig und zum anderen nicht linear, sondern quadratisch vom Strom abhängig ist,
- ungeeignetes, schweres, resonantes Material für Membran bzw. Eisenstab notwendig, was zu blechernem Klang führt.
- Auch im Ruhezustand muss eine Kraft aufgebracht werden, daher muss das schwingende Eisenteil (Membran bzw. Eisenstab) schwer und steif sein, was zu schlechter Tiefton- (hohe Resonanzfrequenz aufgrund hoher Steifigkeit) und Hochtonwiedergabe (hohe Masse) führt.

Dieses Prinzip wird auch bei magnetischen Mikrofonen und elektromagnetischen Kopfhörern (beide veraltet), sowie in Telefon-Sprechmuscheln verwendet. Das umgekehrte Prinzip wird bei elektromagnetischen (Moving Iron-) Schallplattenabtastern (MI) dagegen noch verwendet.